# Kasba (Bihar)
Kasba è una città dell'India di 25.522 abitanti, situata nel distretto di Purnia, nello stato federato del Bihar. In base al numero di abitanti la città rientra nella classe III (da 20.000 a 49.999 persone).

## Geografia fisica
La città è situata a 25° 51' 0 N e 87° 32' 60 E e ha un'altitudine di 36 m s.l.m..

## Società

### Evoluzione demografica
Al censimento del 2001 la popolazione di Kasba assommava a 25.522 persone, delle quali 13.478 maschi e 12.044 femmine. I bambini di età inferiore o uguale ai sei anni assommavano a 4.474, dei quali 2.328 maschi e 2.146 femmine. Infine, coloro che erano in grado di saper almeno leggere e scrivere erano 12.622, dei quali 7.715 maschi e 4.907 femmine.